# Máthé Dominik
Máthé Dominik (Nyíregyháza, 1999. április 1. –) magyar kézilabdázó, jobbátlövő.

## Pályafutása

### Klubcsapatokban
Máthé Dominik Nyíregyházán, a Bem József Általános Iskolában kezdett kézilabdázni, ahol Ungvári Sándor vezette be a sportág világába, s vele együtt nyertek diákolimpiákat. Innen általános iskola után Kovács Mihály hívására a Pestszentlőrinc-Elektromos csapatához került, majd innen igazolt a Balatonfüredi KSE együtteséhez 2014-ben. A balatonfüredi csapatban tizennyolc évesen mutatkozott be a magyar élvonalban a 2017–2018-as szezonban, miközben az U20-as csapat színeiben az NB I B-ben is pályára lépett, ahol csapata legeredményesebb játékosa volt. A 2018-2019-es idény első felében 13 találkozón 61 alkalommal volt eredményes, bemutatkozott az EHF-kupában és behívták a felnőtt válogatott keretébe is. 2020 januárjában hivatalosan is bejelentették, hogy a 2020-2021-es idénytől a norvég Elverum Håndball csapatában folytatja pályafutását. A norvég együttesben pályára léphetett a Bajnokok Ligájában is, ahol egészen a nyolcaddöntőig jutott az ELverum. Ott a spanyol Barcelona ellen kettős vereséggel esett ki a csapat, amelynek Máthé a legeredményesebb játékosa volt a sorozatot tekintve. 2021. június 25-én a Paris Saint-Germain hivatalos honlapján jelentette be, hogy szerződése lejárta után, 2022 nyarától leigazolta a magyar válogatott játékost, aki két évre szóló szerződést írt alá a francia csapattal. 2022 februárjában az Elverum–Kiel Bajnokok Ligája mérkőzésen súlyos térdsérülést szenvedett, ami miatt egyéves kihagyást jósoltak neki. 2024 őszétől a lengyel Vive Kielce játékosa lett volna, azonban a 2024-es németországi Európa-bajnokságon újból súlyos sérülést szenvedett, így a lengyel klub elállt a szerződtetésétől. Összességében másfél évet hagyott ki műtét és rehabilitáció miatt. 2025 májusában az Elverum Håndball bejelentette, hogy Máthé Dominik a következő idénytől visszatér a csapathoz.

### A válogatottban
A füredi Lóczy gimnázium kézilabda csapatával diákolimpiát nyert, őt választották a torna legtechnikásabb játékosának. A korosztályos válogatottaknak is rendszeresen tagja volt, az Imre Vilmos edzette U20-as csapattal részt vett a 2018-as Európa-bajnokságon. 56 góljával a torna második legeredményesebb játékosa volt.
A magyar válogatottban 2019 januárjában mutatkozott be. Nevezték a 2019-es férfi kézilabda-világbajnokságon részt vevő bő keretbe, majd Ancsin Gábor és Imán Dzsamáli sérülését követően a svédek elleni csoportmérkőzés előtt a 16 fős szűk keretbe is becserélte Csoknyai István és Vladan Matić. A svédek ellen 33–30-ra elveszített mérkőzésen a magyar csapat egyik legjobbjaként hat gólt lőtt és három gólpasszt adott élete első felnőtt világbajnoki mérkőzésén. A 2019-es junior Európa-bajnokságon 56 gólt szerzett.
Tagja volt a 2021-es világbajnokságon 5. helyezett csapatnak.
A 2024-es Európa-bajnokságon súlyos sérülést szenvedett, ezért műtét és másfél éves kihagyás várt rá.

## Sikerei, díjai
- Norvég bajnok: 2021, 2022
- Francia bajnok: 2023, 2024
- Az év junior kézilabdázója Magyarországon: 2018[19]